# Инд
Инд (санскрт: Sindhu — Синду) је најважнија, а и најдужа река у Пакистану. Укупна дужина реке је 3200 km.
Инд извире у близини Језера Мансаровар на Тибетанској висоравни, и тече кроз Џаму и Кашмир у Индији и кроз северна подручја Пакистана, па према југу кроз Пакистан где се, у близини града Карачија улива у Арабијско море.
Инд, са својим водним ресурсима подржава рад многих фабрика тешке индустрије, представља главни извор питке воде у Пакистану, па је жила куцавица - кључна река за економију Пакистана - посебно за житницу провинције Пенџаб и Синд, у којима се производи и највећи део пољопривредних производа Пакистана.
Инд извире Инда у Тибету на ушћу река Сенге и Гар које носе воду из планина „Нганглонг Кангри“ и „Гангдис Шан“. Инд прво тече на северозапад кроз „Ладак Балтистан“ у „Гилгит“, јужно од планине „Каракорам“, а реке Шиок, Шигар и Гилгит у Инд уливају своје воде са околних ледњака.
Потом Инд поступно завија према југу, излазећи из брда између Пешавара и Равалпиндија.
Инд пролази кроз велике кањоне (5000 - 5100 m) између масива „Нанга Парбат“. Брзо тече кроз „Хазару“, а онда је препречен браном код Резервоара „Тарбела“. Река Кабул утиче у њега код „Атока“.
Остатак његовог тока према мору је у равницама Пенџаб и Синд, а онда река добија спори ток, меандрира и ствара многе рукавце. Река Пањнад утиче у Инд код Митханкота. Од Митханкота је некада река била називана Сатнад (Sat = седам, Nadi = река) зато што је носила воду река Кабул, Инд и пет река из Пенџаба. Инд, после проласка кроз Хајдерабад, завршава у великој делти источно од Карачија.
Инд је једна од неколико река у свету које имају речне плимне валове. Систем Инда углавном водом напуне снег и ледењаци Каракорума, Хиндукуша и са хималајских брда Тибета, Кашмира и Северних подручја Пакистана. На ток Инда знатно утичу и годишња доба - много је мањи воде у зимском периоду, док у летњим месецима, у време монсуна Инд поплављује своје обале.
Инд се службено назива Националном реком Пакистана.

## Етимологија и име
Ова река је била позната древним Индијцима у Санскриту као Sindhu и Ахеменидима као Hiduš (𐏃𐎡𐎯𐎢𐏁, H-i-du-u-š). Оба народа су сматрала Инд „граничном реком”. Варијација између два имена се објашњава променом староиндијског звука *с > х, до које је дошло у периоду између 850–600 п. н. е. према подацима Аска Парполе. Од Ахеменидског царства, име је предато Грцима као Indós (Ἰνδός). Римљани су користили назив Indus.
Значење речи Sindhu као „велико тело воде, море, или океан” се подудара са каснијим значењем у класичном санскриту. Касније персијско име за реку је било Дарија, које исто тако има конотације велике воде или мора.
Друге варијанте имена Sindhu обухватају асирски назив Sinda (још у 7. веку п. н. е), персијски назив Ab-e-sind, пашту Abasind, арапски Al-Sind, кинески Sintow, и јавански Santri.

### Инд и име Индије
је грчки и латински термин за „земљу реке Инда”. Регион који река дренира се назива Синд и то име је изведено из имена реке (санскрит: Sindhu).
Мегастенова књига Indica изводи своје име из грчког назива реке, Indós (Ἰνδός), и описује Неархов истовремени опис начина на који је Александар Велики прешао реку. Древни Грци су називали Индијце (народ садашње северозападне Индије и Пакистана) именом Indói (Ἰνδοί), што дословно значи „људи са Инда”.

## Опис
Река Инд пружа кључне водене ресурсе за пакистанску економију – посебно житну Пунџабску провинцију, у којој се одвија највећи део националне пољопривредне производње, и Синд. Реч Панџаб значи „земља пет река” и пет река су Џелам, Ченаб, Рави, Беас и Сатлеџ, све од којих коначно утичу у Инд. Река Инд исто тако подржава многе тешке индустрије и пружа главну понуду питке воде у Пакистану.
Ултиматни извор Инда је у Тибету; река почиње на ушћу река Санг Зангбо и Гар Тсангпо које дренирају Нганглонг Кангри и Гангдиз Шан (Ганг Ринпоч, Мт. Кајлас) планинске ланце. Инд затим тече севернозападно кроз Ладак и Балтистан у Гилгит, јужно од ланца Каракорам. Шајок, Шигар и Гилгит реке носе глечерске воде у главну реку. Река постепено савија ка југу, излазећи из брда између Пешавара и Равалпиндија. Инд пролази кроз гигантске клисуре 4.500—5.200 metres (15.000—17.000 feet) дубоке у близини Нанга Парбат масива. Река брзо протиче кроз Хазару и зауставља је брана код Тарбелског резервоара. Кабулска река се придружује у близини Атока. Остатак њене руте до мора је у равницама Панџаба и Синда, где проток реке постаје спор и веома кривудав. Реци се придружује Панџнад код Митанкота. Након овог ушћа, река се понекад назива Сатнадском реком (sat = „седам”, nadī = „река”), пошто река сад носи воде Кабулске реке, Инда и пет Пунџабских река. Пролазећи поред Џамшора, река се завршава великом делтом источно од Тата.
Инд је једна од неколико река на свету које испољавају плимни талас. Систем Инда се углавном напаја снегом и глечерима ланаца Хималаја, Каракорама и Хинду Куша на Тибету, Индијским државама Џаму и Кашмир и Химачал Прадеш и Гилгит-Балтистан региону Пакистана. Проток воде одређују сезоне – он је знатно умањен током зиме, док до поплава обала реке долази током монсунских месеци од јула до септембра. Постоји евиденција да долази до постепеног померања курса реке од преисторијских времена – она је одступила ка западу текућу у Ран Куч и суседне Бани пашњаке након земљотреса из 1816. У данашње време, вода Инда се улива у Качски Ран током њених поплава које прекорачују насипе.
Традиционални извор реке је Сенџ Кабаба или „Лавова уста”, који је вишегодишњи извор, недалеко од свете планине Кајлаш обележене дугом ниском линијом тибетанских ступа. Постоји неколико оближњих притока, које можда формирају и дуже потоке од Сенџ Кабаба, али за разлику од њега, све су зависне од топљења снега. Река Занскар, која се улива у Инд код Ладака, има већу запремину воде од самог Инда пре те тачке.

## Историја
Главни градови цивилизације долине Инда, као што су Харапа и Мохенџо-даро, датирају од око 3.300 године п. н. е, и представљају неке од највећих људских насеобина античког света. Цивилизација долине Инда се простирала од североисточног Афганистана до Пакистана и северозападне Индије, са узводним досегом од истока реке Џелама до Ропара на горњем Сутлеју. Обалска насеља су се пружала од Суткаган Дора на граници Пакистана и Ирана до Кача у садашњем Гуџарату, Индија. Постоји индуска локација на реци Аму Дарја у Шортугају у северном Афганистану, и индуска локација Аламгирпуру на реци Хидон која је само 28 km од Делхија. До сада је преко 1.052 локација и насеобина нађено, углавном у општем региону реке Гагар-Хакар и њених притока. Међу насеобинама су биле два главна урбана центра Харапа и Мохенџо-даро, као и Лотал, Долавира, Ганеривала, и Ракигари. Само 90–96 од више од 800 познатих индуских локација долине Инда је откривено на Инду и њеним притокама. Сатлеџ, сад притока Инда, у време Харапана се уливао у реку Гагар-Хакра, у сливу у коме је било више Харапанских локација него дуж Инда.
Већина научника сматра да су насеља Гандарске културе раних Индо-Аријаца цветала у Гандари од 1700 п. н. е. до 600 п. н. е, док су Мохенџо-дарске и Харапске насеобине у то доба већ биле напуштене.
Реч „Индија” је изведена из назива реке Инд. У античка времена, термин „Индија” се иницијално односио на регионе непосредно дуж источне обале Инда, али су до 300 п. н. е, грчки писци укључујући Херодота и Мегастена примењивали термин за целокупни потконтинент који се протеже знатно даље на исток.
Нижи слив Инда формира природну границу између Иранске висоравни и Индијског потконтинента; овај регион обухвата у потпуности или делом пакистанске провинције Белуџистан, Хајбер-Пахтунва, Панџаб и Синд и земље Афганистан и Индија. Кроз овај регион су прошле Александрове инвазионе армије, али након што су његови Македонци покорили западну обалу — прикључујући је Хеленистичком царству, они су одлучили да се повуку дуж јужног курса реке, чиме је Александрова азијска кампања окончана. Равницом Инда је касније доминирало Персијско царство и затим Кушанско царство. Током неколико векова муслиманске армије Мухамеда ибн Касима, Махмуда Газнија, Мухамеда Гора, Тамерлана и Бабура су прешле реку да би покорили унутрашње регионе Панџаба и области даље на југ и исток.

## Геологија
Река Инд напаја подводну делту Инда, која је друго по величини седиментарно тело на Земљи. Она се састоји од око 5 милиона кубних километара материјала донетог ерозијом са планина. Студије седимента у модерној реци индицирају да су Каракорумске планине у северном Пакистану и Индији најважнији појединачни извор материјала, док су Хималаји следећи доприносилац у погледу величине, углавном путем река у Панџабу (Џелам, Рави, Ченаб, Беас и Сатлеџ). Анализа седимената из Арабијског мора је показала да до пре пет милиона година Инд није био повезан са тим Панџабским рекама, које су уместо тога текле на исток у реку Ганг и биле су захваћене сливом Инда након тог времена. Један ранији рад је показао да су песак и муљ из западног Тибета досезали Арабијско море од пре 45 милиона година, што упућује на постојање древне реке Инд до тог времена. Делта ове прото-Инд реке је накнадно била нађена у Катаваз сливу, на граници Афганистана и Пакистана.
У регији Нанга Парбат, огромне количине ерозије услед тока реке Инд након заузећа и преусмеравања кроз то подручје сматра се да на површину доводе средње и ниже крушне стене.
У новембру 2011, сателитски снимци су показали да је река Инд поново ушла у Индију, и да напаја Велики Качски Ран, Мали Качски Ран и језеро у близини Ахмедабада познато као Нал Саровар. Тешке кише су оставиле речни слив дуж језера Манчар, језера Хемал и језера Калри (од којих су сва у садашњем Пакистану) поплављеним. До тога је дошло два века након што је река Инд померила свој курс на запад након земљотреса у Качском Рану из 1819. године.
Индуанско доба на почетку геолошког периода тријаса је именовано по региону Инда.